# چوی هی جین
چوی هی جین (کره‌ای: 최희진؛ زادهٔ ۸ نوامبر ۱۹۹۶) بازیگر اهل کره جنوبی است. او به خاطر ایفای نقش در کانگ نام سون قدرتمند, پشت لمس تو, قایم‌موشک, گل برفی و وارث غیرممکن متل کالیفرنیا شناخته می‌شود.

## فیلم‌شناسی

### مجموعه تلویزیونی
| سال  | عنوان                                  | نقش                     | منابع  |
| ---- | -------------------------------------- | ----------------------- | ------ |
| ۲۰۱۸ | دوست‌داشتنی وحشتناک                     | هی جین                  | [ ۴ ]  |
| ۲۰۱۸ | قایم‌موشک                               | ها دونگ جو              | [ ۵ ]  |
| ۲۰۲۱ | گل برفی                                | یون سول هی              | [ ۶ ]  |
| ۲۰۲۲ | دراما استیج: چگونه صداها را تشخیص دهیم | اون دا هه               | [ ۷ ]  |
| ۲۰۲۳ | دی.پی. فصل ۲                           | دختری با ژاکت صورتی     | [ ۸ ]  |
| ۲۰۲۳ | پشت لمس تو                             | کیم‌شی آه                | [ ۹ ]  |
| ۲۰۲۳ | کانگ نام سون قدرتمند                   | ری هوا جا / لی میونگ هی | [ ۱۰ ] |
| ۲۰۲۴ | وارث غیرممکن                           | کانگ هی جو              | [ ۱۱ ] |